# Kladeruby nad Oslavou
Kladeruby nad Oslavou é uma comuna checa localizada na região de Vysočina, distrito de Třebíč.